# تئولادا

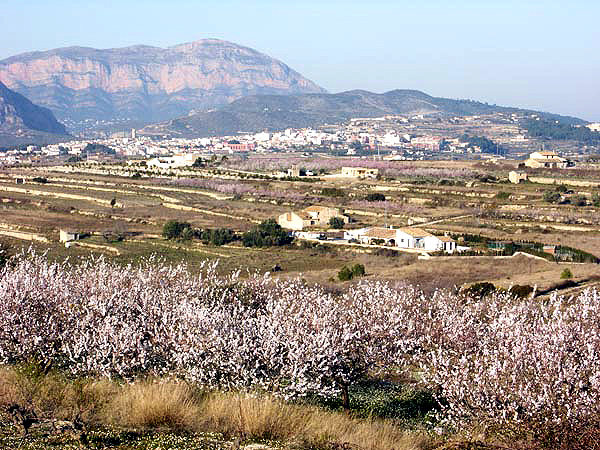
نمایی از تِئولادا، دهستانی در استان آلیکانتهٔ اسپانیا - ۲۰۰۵

تِئولادا دهستانی در استان آلیکانتهٔ اسپانیا است.
در این دهستان ۱۲٬۷۴۵ نفر زندگی می‌کنند. مساحت این دهستان ۳۲٫۰۸ کیلومتر مربع است.